# Irvine (Califórnia)
Irvine é uma cidade planejada localizada no estado norte-americano da Califórnia, no condado de Orange. Foi incorporada em 28 de dezembro de 1971. A cidade gira em torno do campus da Universidade da Califórnia em Irvine, considerada a melhor universidade pública dos Estados Unidos criada nos últimos 50 anos.

## Geografia
De acordo com o United States Census Bureau, a cidade tem uma área de 170,7 km², dos quais 169,9 km² estão cobertos por terra e 0,8 km² por água.

## Demografia
Segundo o censo nacional de 2010, a sua população é de 212 375 habitantes e sua densidade populacional é de 1 243,9 hab/km². É a cidade que, em 10 anos, mais cresceu em população no condado de Orange, além de ser a 16ª mais populosa do estado e a 96ª mais populosa do país. Possui 83 899 residências que resulta em uma densidade de 490 residências/km².

## Marcos históricos
A relação a seguir lista as 4 entradas do Registro Nacional de Lugares Históricos em Irvine. O primeiro marco foi designado em 2 de agosto de 1977 e o mais recente em 16 de abril de 1993.
- Christ College Site
- Frances Packing House
- Irvine Bean and Growers Association Building
- Irvine Blacksmith Shop